# 토머스 버주카
토머스 고든 버주카(영어: Thomas Gordon Bezucha, 1964년 3월 8일 ~ )는 미국의 영화 제작자이다.
매사추세츠주 애머스트에서 태어나 자랐다. 파슨스 디자인 스쿨에서 패션 디자인을 전공하고 랄프 로렌 (기업), 코치 (기업) 등에서 일했다.

## 참여 작품
- 우리, 사랑해도 되나요? - 감독, 각본
- 몬테 카를로 (2011년 영화) - 감독, 각본
- 건지 감자껍질파이 북클럽 - 각본
- 렛 힘 고 - 감독, 각본, 프로듀서
- 시크릿 인베이전 - 감독